# Дружинин, Георгий Павлович
Георгий Павлович Дружинин (1918; Москва — 1973; Калининград), советский партийный деятель. Окончил Московский хлопчатобумажный техникум им. Декабрьского вооруженного восстания 1905 года. В 1937 г. поступил в Московский химико-технологический институт им. Д. И. Менделеева. Дипломный проект защитил в феврале 1942 г. в г. Коканде, где в то время находился Менделеевский институт.
По государственному распределению направлен на Кемеровский химический завод, где работал с 1942 по 1945 гг. — мастер, начальник смены, заместитель начальника цеха, старший инженер завода в г. Кемерово.
В 1945 г. директивными органами направлен для организационной работы во вновь организованную Калининградскую область РСФСР (бывший Кёнигсберг). С 1946 по 1959 гг. работал на партийной и государственной работе на руководящих должностях в политотделе управления по гражданским делам Калининградской области, обкоме КПСС, Калининградском горкоме КПСС.
С 1959 по 1963 гг. — первый секретарь Калининградского горкома КПСС.
С 1963 по 1966 гг. — председатель областного комитета партгосконтроля (народного контроля) Калининградской области.
С 1966 по 1973 гг. — заместитель, первый заместитель председателя Калининградского облисполкома.

## Награды
- Орден Трудового Красного Знамени (дважды),
- «Орден «Знак Почёта»»,
- медали.